# Барбара Боксер
Барбара Леві Боксер (англ. Barbara Levy Boxer; нар. 11 листопада 1940, Бруклін, Нью-Йорк) — американський політик з Демократичної партії. Сенатор США від штату Каліфорнія з 1993 до 2017 року, була членом Палати представників з 1983 по 1993.